# 南韩镇
南韩镇，原为南韩村乡，是中华人民共和国河北省邯郸市广平县下辖的一个乡镇级行政单位。2018年12月撤乡设镇。区划代码改为130432105。

## 行政区划
南韩镇现辖以下地区：
李庄社区、周固寨社区、南韩村社区、小魏庄社区、唐庄社区、北靳庄社区、袁村、蒋庄村、南张村、北张村、北韩村、新华营村、孙村、南盐池村、北盐池村、大未庄村、潘寨村和商炉村。